# Бертольд Шульте
Берто́льд Шу́льте (лат. Bertoldus, нім. Berthold Schulte; ? — 24 липня 1198) — німецький католицький місіонер, монах-цистеріанець, другий ікскюлльський єпископ (1196—1198). Абат Локкумського монастиря (1187). Організатор і керівник першого хрестового походу до Лівонії (1198). Загинув у бою з лівами-язичниками біля Риги. До Реформації вшановувався як місцевий святий-мученик. Діяння Бертольда описані в «Слов’янській хроніці», ІІ-й книзі «Хроніки Лівонії», «Хроніці Альберіка», «Лівонській римованій хроніці» тощо. Також — Бертольд Ікскюлльський, Бертольд Ганноверський, Бертольд Локкумський.

## Біографія

### Ранні роки
Бертольд, найімовірніше, походив із німецького шляхетного роду Шульте, що були впливовими міністеріалами Бременського архієпископства й активно освоювали територію біля сучасного Штаде. Всупереч тогочасній традиції він поступив до Ордену цистеріанців. Близько 1187 року Бертольд згадується у джерелах як настоятель (абат) Локкумського монастиря в Ганновері. Ймовірно, він займав абатство недовго, бо пізніші списки настоятелів не згадують його. Можливо, Бертольд втратив пост через свою місіонерську діяльність, заборонену капітулом.
Згідно з повідомленнями «Слов’янської хроніки» та «Хроніки Альберіка» Бертольд вперше відвідав Лівонію 1188 року, щоб підтримати ікскюлльського єпископа Майнгарда в його місії християнізувати лівів. Однак, більш імовірно, що він не відвідував лівської землі до 1193 або 1194 року, оскільки лише 17 квітня 1193 року ікскюлльський єпископ отримав папський привілей залучати до лівонської місії представників чернечих орденів.

### Єпископ
В жовтні 1196 року, після смерті Майнгарда, християни Лівонії, що складалися переважно німецьких колоністів, купців і лівів-конвертитів, обрали Бертольда головою-наступником Ікскюлльської катедри. Особливу підтримку він отримав серед лівів. Після виборів Бертольд деякий час вагався прийняти цю посаду, але врешті-решт пізньої осені 1196 року або весною 1197 року виїхав до Бремена, до бременського архієпископа Гартвіга фон Утледе, відповідального за Лівонію, щоб отримати від нього офіційне затвердження на лівонське єпископство.
Після ординації Бертольд одразу повернувся до своєї діоцезії, де, насамперед, намагався повернути до християнства лівів-відступників. Єпископ дістався Ікскюлля, а звідти спустився вниз по Західній Двіні до Гольма. Там він зустрів запеклий опір місцевого лівського населення. Ліви вважали, що Бертольд лише прагне збагатитися за рахунок хрещення й вирішили убити його (спалити в церкві або втопити). Проте єпископ вислизнув від них й утік кораблем через Готланд до Бремена.

### Хрестовий похід
В Німеччині, відповідно до свого запиту, Бертольд отримав від Папи Римського Целестина ІІІ рескрипт, що проголошував хрестовий похід до Лівонії для порятунку лівонської церкви та боротьби з тамтешніми язичниками. Єпископ об’їхав Саксонію, Вестфалію та Фрисландію, закликаючи охочих приєднатися до походу. У вербувальній діяльності також брав участь Теодоріх Трейденський, сподвижник покійного Майнгарда, який так само мав папські дозволи на хрещення язичників та відпуст кари за гріхи для лівонських пілігримів. 
Весною-літом 1198 року Бертольд остаточно зібрав в Любеку хрестоносне військо, числом у тисячу вояків, і в липні того ж року він прибув до берегів сучасної Риги. Погрожуючи лівам війною, він поставив умову, щоб ті негайно покинули язичництво і повернулися до християнства. Лівська сторона вимагала беззбройної християнізації краю, як було за Майнгарда, проте відмовилися видати своїх заручників єпископу на знак свого мирного ставлення до католицьких місіонерів у майбутньому. Врешті-решт ліви убили декількох німців, спровокувавши хрестоносців на бій. У ньому єпископське військо здобуло перемогу, але сам Бертольд, якого кінь заніс у ряди відступаючих лівів, загинув у битві. Лівський воїн Імаут наніс йому смертельне поранення списом у спину, а інші ліви пошматували тіло єпископа.
Бертольда поховали у вівтарній частині Ікскюльської церкви. У 1229 чи 1230 році його труну перенесли до Ризького катедрального собору, де помістили у вівтарній частині поруч із труною його колишнього керівника, першого лівонського єпископа Майнгарда. До Реформації Бертольда вшановували як місцевого святого мученика. З часом протестанти знищили й саму труну.